# Samea delicata
Samea delicata is een vlinder uit de familie van de grasmotten (Crambidae), uit de onderfamilie van de Spilomelinae. De wetenschappelijke naam van deze soort is voor het eerst voorgesteld door William James Kaye in een publicatie uit 1923.
De soort komt voor in Trinidad.